# Frangepán IX. Miklós
Terzsáci Frangepán IX. Miklós (horvátul: Nikola IX. Frankopan Tržački, latinul: Nicolaus Frangepanibus, 1584 – Bécs, 1647. április 16 vagy 17.) a Frangepán családból származó horvát főnemes, terzsáci gróf, 1616 és 1622 között horvát, szlavón és dalmát bán.

## Családja
Frangepán I. Gáspár terzsáci gróf és Lenković Katalin fia. Nagyszülei Frangepán VIII. Miklós és Lenković János uszkók kapitány voltak. Két fiú testvére volt, közülük György Schweinpöck Margitot vette feleségül, gyermekük nem ismert. Öccsének, Farkas Kristófnak négy felesége volt. Az első feleségtől Beriszló Borbálától született Gáspár ogulini kapitány. Második feleségétől Ignozer Orsolyától született György, aki királyi főudvarmester lett, valamint Anna Katalin, aki Zrínyi Péterhez ment feleségül. Harmadik feleségétől Paradeyser Máriától született Frangepán Ferenc Kristóf, a család utolsó férfi tagja. Frangepán IX. Miklós első felesége a Beriszló családból származó lány volt, második feleségének pedig Erdődy Anna Máriát szemelték ki, de tőle még menyasszony korában el kellett válnia, ami egészségileg is eléggé megviselte.Gyermeke nem született.

## Élete
Családja már gyermekkorától törekedett arra, hogy nagy tudású és műveltségű államférfivá nevelje. Laibachban és Itáliában tanult, majd 1603-tól Grazban tanult a jezsuitáknál, ahol Ferdinánd főherceg udvarában is lakott. Ennek köszönhetően élete végéig a jezsuiták és a Habsburgok híve volt. Rudolf udvarában is élt. A testvéreivel, Farkas Kristóffal és Györggyel történt végleges birtokfelosztás során 1609-ben megkapta Bosiljevót, Zvečajt és a vinodoli Novit. 1602–1608-ban krajinai lovassági kapitányaként György testvérét követte, 1612-től 1614-ig pedig krajinai és zenggi nagykapitány volt, valamint Otocsán, Brinje, Brlog és Ledenice váraiért is felelős volt. Lobbanékony természetéről volt ismert. Állandó konfliktusban állt a többnyire a krajnai osztrák tisztekkel, de testvéreivel szemben is. Ellenállt a vlachoknak Frangepáni birtokokra történő betelepítésének, és csak alkalmanként egyezett bele, hogy kisebb juttatások mellett szabadok telepedjenek le birtokain. (A probléma kiterjedt horvát bánság egészére, mert az új lakosság az osztrák határőrvidék hatóságai alárendeltségébe és nem horvát fennhatóság alá tartozott.) Ezért már 1604-ben a krajnai parancsnok, Kisel generális megfosztotta lovassági kapitányságától, 1614-ben pedig maga mondott le a nagykapitányi tisztségéről.
A Velencei Köztársaság és a zenggi uszkókok közötti állandó konfliktusok miatt a velenceiek már 1601-ben javasolták Vinodol elpusztítását, valamint a Frangepánok és Zrínyiek kárpótlását. Miklós erre válaszul katonailag megerősítette a vinodoli Novit. A Velencei Köztársaság ezután kapitányukon Frangepán Miklóson keresztül megpróbálta „megszelídíteni” az uszkókokat. Újonnan felújított sóművét és Novi, valamint Ledenica várát a velenceiek 1615-ben elpusztították. Ez volt az egyik oka az uszkók háború (1615-1617) kitörésének, amelynek a kvarneri tengermelléken, Isztrián, Friuliban és Goriziában dúló harcaiban Miklós és Farkas Kristóf is részt vett. Miklós újjáépítette Novit, és megengedte, hogy az elűzött uszkókok Zengg felől támadják meg a velencei területeket. 
II. Mátyás király a horvát szábor javaslatát figyelmen kívül hagyva 1616-ban Horvátország, Szlavónia és Dalmácia bánjává nevezte ki, és 1617-ben Prágában esküt tett a király előtt. Ő lett a báni határőrezred parancsnoka is. Ugyanebben az évben a pozsonyi országgyűlésen olyan hevesen szólalt fel a rendek protestáns része ellen, hogy azonnal megfenyegették, hogy kidobják az ablakon. 1619-ben a horvát szábor kinevezte a királyság lovasságának kapitányává, miután 1618-ban a nemesség sikertelenül javasolta generálisnak, valamint Horvátország és a Tengermellék katonai parancsnokának, és a döntést visszautalta Horvátországnak és hatalmi szerveinek. II. Ferdinánd koronázásakor ő vitte a királyi jogart. A magyar országgyűlés által Magyarország királyává választott Bethlen Gábor erdélyi fejedelem fegyveres támadása során csatlakozott a Habsburgokhoz, és 1621-ben elfoglalta a Batthyányiak által birtokolt zagorjei Greben várát. Közben továbbra is konfliktusai voltak Erdődyekkel, Zrínyiekkel, valamint a zágrábi városi tanáccsal és a köznemességgel is. Végül az 1621. évi szábor az ő jelenlétében fogadta el a II. Ferdinándhoz intézett felhívást, amelyben őt zsarnoksággal és a királyság rendjének megbontásával vádolja. A király bizottságot rendelt ki, de a szábor megtagadta a kibékülést, és 1621-ben a királytól, a következő évben pedig a magyar országgyűléstől új bán kinevezését kérte, különben nem fog reagálni a hadba hívó felszólításokra. A király megpróbálta Miklóst bánként megtartani, de a szábor már nem ismerte el, mire Miklós felajánlotta lemondását, és 1622-ben a király felmentette tisztsége alól. Helyére nagy ellenfelét, Zrínyi Györgyöt nevezték ki. 
Ezután ritkán járt a horvát parlamentben, rendszeresen a magyar parlamentbe járt. A Bethlen hívei elleni háborús költségek kompenzálására Miklós megkapta a Grebent, de már 1622-ben visszavette tőle Batthyány. 1625-ben a király megbízottja volt a boszniai, majd az 1627-es béke után az egri pasával a határ rendezéséről folytatott tárgyalásokon.  III. Ferdinándtól 1628-ban megkapta a morvaországi Stari Jičin várát, de 1638-ban nem tudta visszakapni a királytól az ősi Frangepán birtokot, Trsatot, sem Korponát nem sikerült 1646-ban a Keglevićektől megvásárolni. Ennek ellenére még mindig az uralkodó dinasztia különleges kegyeltje volt és 1625-ben III. Ferdinánd megkoronázásán ő vitte az aranykeresztet a király előtt. 1632-ben részt vett az ogulini lázadás leverésében. 1640-ben a császári haditanács tagjának nevezték ki. A törökkel kötött gyarmati béke után főleg Johann Albrecht Herberstein zenggi kapitánnyal állt konfliktusban, aki 1639 körül engedélye nélkül telepítette birtokára a vlachokat,  és elvette tőle Ledenice várát, valamint Starigradot és Jablanacot, a tulajdonképpeni Podgorje egészét. Ezen túlmenően a császári biztosok elvették tőle a tengerparti Novi közelében Vinodolban található jövedelmező žrnovnicai malmot. Ezek miatt majdnem fegyveres összecsapásba keveredett Zengg kapitányával. A szábor is védelmére kelt, amikor sikertelenül tett panaszt a grazi haditanácsnál, majd 1643-ban az uralkodónál. Panaszait csakúgy, mint a hazájának elhagyásával való fenyegetőzést figyelmen kívül hagyták. 1646-ban még részt vett IV. Ferdinánd megkoronázásán. 
Életének utolsó éveiben sokat jótékonykodott. 1646-ban és 1647-ben adományokat tett zágrábi, pozsonyi és bécsi templomok, valamint trsati, karniolai, vinodoli, zágrábi, bosiljevói és novi kolostorok számára, ahol iskolát is alapított az ottani szegények számára. Bosiljevo és a vinodoli Novi várait, valamint a zvečaji várkastélyt és ingóságait testvérére, II. Farkas Kristóf és fiai II. Gáspár és IV. György örökölték. Végrendeletében elrendelte a zágrábi „Frangepaneum” intézet felállítását, fenntartására pedig a morvaországi Stari Jičin várának és tartozékainak jövedelmét, valamint a király által neki juttatott 19 000 forintot adományozta. Alapítványából a szegény horvát diákok számára ösztöndíjat biztosított. Harmaduk papnak tanult, és közülük többen eljutottak Rómába  és Bolognába is. A morvaországi birtokot és az intézet fenntartását a zágrábi püspök felügyelete alatt a jezsuitákra bízta. Frangepán Miklós 1647. április 16-án, vagy 17-én hunyt el Bécsben. Végrendelete szerint Zengg püspökének kellett volna gondoskodnia arról, hogy a trsati ferences templomban legyen eltemetve. Testét Bécsben II. Gáspár felügyelete mellett bebalzsamozták és birtokára, Bosiljevóba vitték. Végül 1648-ban Trsatban temették a Frangepán család más tagjai mellé.